# جيداي

جيداي (بالإنجليزية: Jedi)‏ هي منظمة رهبانية وروحانية وأكاديمية واستحقاقراطية قديمة خيالية تظهر في في سلسلة أفلام ومسلسلات حرب النجوم وظهرت بعد معركة يافين وتدمير نجم الموت، أعضاء الجيداي يتألفون من مجموعة أشخاص منهم موسوعيون و معلمين وفلاسفة و علماء وأطباء ودبلوماسيين ومحاربين، أعمالهم تتركز في مساعدة الفقراء والتطوع لمحاربة الأعداء وحماية المدنيين وأعمال خيرة أخرى، سلاحهم التقليدي هو السيف المضيء، قصة هذه المنظمات ألهمت نشطاء الإلحاد وحركة الديانة الجديدة والجيدية.

## وصلات خارجية
- جيدي في موسوعة حرب النجوم الرسمية
- معبد جيدي في موسوعة حرب النجوم الرسمية
- جيدي في موسوعة ووكيئيبيديا